# Ingólfur Arnarson
Ingólfur Arnarson és considerat el primer colon nòrdic d'Islàndia.
Tanmateix, no va ser el primer escandinau a visitar l'illa, i viure-hi, ja que el primer en va ser el viking suec Gardar Svavarsson, que va romandre durant un hivern en la que ara és la localitat d'Húsavík.
Al 874, Ingólfur va establir la seva residència a Reykjavík, cosa que va suposar el començament de la colonització de l'illa, la qual va durar fins al 930. La llegenda narra que, en apropar-se a terra desconeguda, Ingólfur va ordenar llançar els pilars de fusta del seu setial des de la seva embarcació al mar. La seva intenció era establir l'assentament allà on anessin a parar aquells pilars sagrats ("öndvegissúlur"). Al cap de tres anys de cerca els varen trobar i, d'aquesta manera, va néixer Reykjavík.